# ピアーデナ・ドリッツォーナ
ピアーデナ・ドリッツォーナ（伊: Piadena Drizzona）は、イタリア共和国ロンバルディア州クレモナ県にある、人口約3,900人の基礎自治体（コムーネ）。
2019年1月1日にドリッツォーナとピアーデナが合併して新自治体が発足した。

## 地理

### 位置・広がり

#### 隣接コムーネ
隣接するコムーネは以下の通り。括弧内のMNはマントヴァ県所属を示す。
- カルヴァトーネ
- カンネート・スッローリオ (MN)
- カステルディドーネ
- イーゾラ・ドヴァレーゼ
- リヴァローロ・マントヴァーノ (MN)
- サン・ジョヴァンニ・イン・クローチェ
- ソラローロ・ライネーリオ
- トルナータ
- トッレ・デ・ピチェナルディ
- ヴォルティード

### 気候分類・地震分類
気候分類では、zona E, 2389 GGに分類される。
また、イタリアの地震リスク階級では、zona 3 (sismicità bassa) に分類される。

## 行政

### 分離集落
ピアーデナ・ドリッツォーナには、以下の分離集落（フラツィオーネ）がある。
- Castelfranco d'Oglio, Drizzona, Pontirolo Capredoni, San Lorenzo Guazzone, San Paolo Ripa d'Oglio, Vho